# Xã Village, Quận Van Buren, Iowa
Xã Village (tiếng Anh: Village Township) là một xã thuộc quận Van Buren, tiểu bang Iowa, Hoa Kỳ. Năm 2010, dân số của xã này là 609 người.